# Antiochos 11. af Seleukideriget
Antiochos 11. Epifanes Filadelfos (? – ca. 92 f.Kr.) var hersker over dele af det fallerede Seleukiderige.
Han var søn af kong Antiochos 8. Grypos og fulgte sin tvillingebroder Filip 1. Fidelfos i forsøgene på at opnå magt i det kaotiske Syrien ved at bekæmpe andre dele af seleukideslægten. Antiochos druknede under et felttog i floden Orontes ved Antiochia. Han blev aldrig en særlig stor aktør i magtkampene i Syrien.
Antiochos 11. efterlod sig ingen sønner.